# 玉亭镇
玉亭镇，是中华人民共和国江西省上饶市余干县下辖的一个乡镇级行政单位。

## 行政区划
玉亭镇下辖以下地区：
周桥街社区、琵琶洲社区、西门社区、东山社区、茗桂花园社区、秀水社区、北苑社区、迎宾社区、三星社区、东门社区、南门社区、干越社区、东昇社区、关口社区、德胜社区、洲上社区、毛溪社区、太阳社区、南关村、周家村、眠山村、牌岗村、宝珠村、石山村、百湖村、劳动村和锞岭村。